# 烏頭山統一展望台
烏頭山統一展望台（：／）是一個位於韓國京畿道坡州市的展望台，由民間機構所管理，與大韓民國國軍管理的都羅展望台相異。
展望台建於漢江與臨津江附近的烏頭山上海拔118米的位置，距朝鮮民主主義人民共和國邊境直線距離460m，三八線155英里中南北韓非軍事區的宽最短的地方，使用望遠鏡可以看見朝鲜的宣傳村。

## 內部
烏頭山統一展望台是地上5層、地下1層構成的石器建築，於1992年9月8日開館。館內設有供離散家屬在春節和中秋節等節日時向祖宗行禮的望拜壇以及圓徑2米、重量600千克的統一祈願鼓。
- 3－4樓：透過位於海拔140米的圓形展望室可觀察到朝鮮居民耕作的景象。
- 2樓：統一政策變遷展示室。可讓民眾了解民族分斷的情況，同時是統一教育的產室。
- 1樓：朝鮮的生活情況（民眾使用的衣服、課本、日用品等）與南北韓共同事業製成品展示。
- 地下1樓：紀念品商店、食堂。

## 外部連結
- 官方网站 （简体中文）

37°46′23.3″N 126°40′38.1″E / 37.773139°N 126.677250°E